# أورين (مصر)
قرية أورين هي إحدى القرى التابعة لمركز شبراخيت في محافظة البحيرة في جمهورية مصر العربية. حسب إحصاءات سنة 2006، بلغ إجمالي السكان في أورين 11611 نسمة، منهم 5824 رجل و5787 امرأة.

## التاريخ
قرية أورين من القرى القديمة، واسمها الأصلي وقت الفتح الإسلامي لمصر هورن (بالإنجليزية: Hourn)‏، وقد وردت باسم أورين في أعمال البحيرة ضمن قرى الروك الصلاحي التي أحصاها ابن مماتي في كتاب قوانين الدواوين، كما وردت باسم أورين في أعمال البحيرة ضمن قرى الروك الناصري التي أحصاها ابن الجيعان في كتاب «التحفة السنية بأسماء البلاد المصرية». وفي العصر العثماني كان اسمها في تربيع سنة 933هـ/1527م الذي أجراه الوالي العثماني سليمان باشا الخادم في عصر السلطان العثماني سليمان القانوني أورين ضمن قرى ولاية البحيرة، وفي تاريخ 1228هـ/1813م الذي عدّ قرى مصر بعد المسح الذي قام به محمد علي باشا باسم أورين ضمن قرى مديرية البحيرة.